# Superior (thị trấn), Wisconsin
Superior là một thị trấn thuộc quận Douglas, tiểu bang Wisconsin, Hoa Kỳ. Năm 2010, dân số của thị trấn này là 2.090 người.